# Letteratura valdostana
La letteratura valdostana comprende la produzione letteraria in francese e in patois francoprovenzale valdostano della Valle d'Aosta, antico ducato del Regno di Sardegna, oggi regione autonoma italiana.

## Origini
Le prime testimonianze, rappresentate da testi e da canti liturgici in langue d'oïl, risalgono all'XI secolo, e fanno parte della raccolta Diz et proverbes des saiges (1260), che tradotto in italiano significa "Detti e proverbi dei saggi", con canzoni del trovatore Tebaldo di Champagne (morto nel 1253).
Le prime opere del periodo medievale sono il Mystère de Saint-Bernard (XV secolo), la Chronique de la maison de Challant (1465) di Pierre Du Bois, segretario del conte Giacomo di Challant, console della città di Aosta e autore di una versione valdostana della Chastelaine du vergier; e i poemi di Bonifacio di Challant (1326-1426), scritti su un muro del castello di Fénis per il matrimonio di sua figlia Bonne d'Uriage nel 1402, e andati persi. Compose anche una Généalogie des seigneurs de Challant, poema di 400 versi dedicato alla famiglia di Challant.
La prima opera scritta da un Valdostano e stampata in Valle d'Aosta fu la Vie de Saint Grat, pubblicata a Lione nel 1575.

## Il XIX secolo
Fino al XIX secolo, la produzione letteraria locale si limitò a una quantità relativamente ristretta di cronologie, di agiografie, di sermoni, di opere di teologia e di storia, di genealogie. Durante il XIX secolo, gli autori locali subirono l'influenza di Alphonse de Lamartine e di Victor Hugo, mantenendo tuttavia un carattere conservatore, a causa della minaccia dell'Inquisizione.
Il primo cerchio letterario si formò grazie al periodico La Feuille d'annonces d'Aoste, primo giornale locale, fondato nel 1841. Un gruppo di poeti, conosciuti con il nome di Petite Pléiade valdôtaine, si creò in questo periodo: i fratelli Alcide e Fernand Bochet (1802-1859, 1804-1849), Augustin Vagneur (1796-1844), Joseph Alby (1814-1880), Eugène Pignet, Félix Orsières (1803-1870) e Léon-Clément Gérard (1810-1876). I loro poemi oscillavano tra il romanticismo di Lamartine, presente soprattutto nelle opere di Joseph Alby, e il modello della poesia pastorale francese dell'Ottocento, distaccatosi dalla corrente romantica dominante. Alby era all'epoca console di Francia in Sicilia, a Porto Empedocle, e pubblicò una traduzione dell'Inferno della Divina Commedia di Dante nella Gazette de Nice, a Nizza nel 1858.

## Il XX secolo
Tra il XIX e il XX secolo, è importante da ricordare l'attività di alcune poetesse. Due nomi da segnalare in particolare sono quelli di Corinne Guillet (1883-1934) e di Flaminie Porté (1885-1941), conosciute sotto gli pseudonimi di Sœur Justine e Sœur Scholastique rispettivamente. La seconda fu assai più prolifica della prima, e pubblicò ad Aosta nel 1937 la raccolta Gerbe de poésies glanées sur le chemin de la vie. Adattò inoltre alla melodia della Tyrolienne des Pyrénées di Alfred Roland il testo di Montagnes Valdôtaines, oggi inno ufficiale della regione autonoma Valle d'Aosta.
Due nomi, quelli di Pierre Lexert (Cœur pérégrin) e di Palmyre Machet (Papier de soie), meritano di essere segnalati come rappresentanti dei poeti di origine valdostana nati a Parigi in seguito all'ondata migratoria della prima metà del secolo.
Due altri nomi di poetesse di questo periodo da segnalare sono quelli di Herminie Gerbore (1885-1950), emigrata nel New Jersey e rientrata in Valle d'Aosta nel 1918, e di Clorinda Vercellin, la cui raccolta Poèmes de la Vallée du Lys in francese e in patois valdostano fu pubblicata a Torino nel 1978, con la prefazione dello storico valdostano Orphée Zanolli, e rappresenta il primo esempio di poesia valdostana in verso libero (secondo l'influenza dell'epoca di Paul Claudel, Paul Valéry e Guillaume Apollinaire).
La prima opera in patois francoprovenzale valdostano consiste in sei variazioni della parabola del figlio prodigo, raccolte dal dialettologo Bernardino Biondelli nel 1841 e pubblicate da Carlo Salvioni nel 1913.
Nel 1855 fu fondata l'Académie Saint-Anselme, un'associazione di eruditi, scrittori e storici, il cui obiettivo era la difesa della lingua francese e delle tradizioni locali in seguito all'annessione al neonato Regno d'Italia, interamente italofono, dove la Valle d'Aosta rappresentava l'unica minoranza linguistica. Questo evento segnò la nascita della letteratura arpitana, i cui principali rappresentanti furono l'abate Jean-Baptiste Cerlogne, autore in particolare del primo Dictionnaire du patois valdôtain (1907) e dell'opera Le patois valdôtain, son origine littéraire et sa graphie (1909), e Eugénie Martinet.
Con l'annessione al Regno d'Italia, l'attività letteraria valdostana in francese, modesta ma promettente, subì un contraccolpo, Aosta e Parigi si allontanarono sempre di più. Il francese restava per i Valdostani la lingua letteraria e scritta, mentre il patois era la lingua della vita quotidiana, che l'abbé Cerlogne, così come tutti gli autori dell'epoca, non cercò mai di elevare a lingua nazionale. Le opere in patois apparvero solo in seguito, nelle opere di autori quali Marius Thomasset (1876-1959), con Mes premier essais - Proses et poésies en dialecte valdôtain (1910) e Pages volantes - Poésies et proses en dialect valdôtain (1911), l'abate Joseph-Marie Henry (1870-1947), con la pièce teatrale Le femalle a lavé bouiya (= Le donne al lavatoio) del 1933, Désiré Lucat (1853-1930), con Le soldà e le fen (= Il soldato e il fieno) del 1915. L'autore dell'opera più importante dell'epoca fu senza dubbio il poeta simbolista Léon-Marius Manzetti (1903-1936), che ebbe a Parigi il suo momento di gloria.

## La letteratura arpitana
Nel 1955, per la prima volta nella storia della Valle d'Aosta, sei poeti patoisants, Anaïs Ronc-Désaymonet, Eugénie Martinet, Césarine Binel, Marius Thomasset, Amédée Berthod e René Willien, si riunirono nel salone ducale dell'Hôtel de ville di Aosta per una lettura pubblica di poesie. Nel 1963 organizzarono il primo Concours abbé Cerlogne di poesia in patois, e nel 1958 vide la luce lo Charaban, una compagnia teatrale permanente, che mette in scena solo pièces in patois. Molte poesie furono pubblicate nelle riviste La Grolla, curata da René Willien, l'Esprit nomade di Italo Cossard, fondate nel 1948, e su Le Flambeau (1949), il periodico in francese del Comité des traditions valdôtaines.
È doveroso ricordare l'opera di Anaïs Ronc-Désaymonet (1890-1955), autrice di Poésie campagnarde de Tanta Neïsse (1951), di Césarine Binel (1897-1956), con la raccolta Poésie patoise (1967), della prolifica Armandine Jérusel (1904-1991), autrice di Rouse batarde (1964), Mondo blan (1976), L'Ouva et lo ven (1983) e di Poussa de solei (1991), di René Willien (1916-1979), promotore del teatro popolare in patois, editore dell'antologia Noutro dzen patoué (1963) e fondatore del Centre d'études francoprovençales di Saint-Nicolas nel 1967, che ancora oggi porta il suo nome.
Altri nomi da ricordare sono quelli di André Ferré, Victor Martin, Florent Corradin, Marco Gal, Pierre Vietti e Raymond Vautherin, quest'ultimo autore insieme ad Aimé Chenal del Nouveau dictionnaire de patois valdôtain (1982).